# Diospyros wajirensis
Diospyros wajirensis är en tvåhjärtbladig växtart som beskrevs av Frank White. Diospyros wajirensis ingår i släktet Diospyros och familjen Ebenaceae. Inga underarter finns listade i Catalogue of Life.